# Stenocereus beneckei
Stenocereus beneckei ist eine Pflanzenart aus der Gattung Stenocereus in der Familie der Kakteengewächse (Cactaceae). Das Artepitheton ehrt den aus Berlin stammenden Händler Stephan (Etienne) Benecke (1808–1879), der nach Mexiko emigrierte, dort deutscher Konsul von Mexiko war und 1875 die  Camara Nacional de Comercio gründete.

## Beschreibung
Stenocereus beneckei wächst strauchig mit sich nur wenig verzweigenden, aufrechten oder gebogenen Trieben und erreicht Wuchshöhen von 1 bis 2 Meter. Die hellgrünen bis graugrünen Triebe erscheinen häufig weißlich. Sie sind mehr oder weniger deutlich bemehlt und weisen Durchmesser von 5 bis 7 Zentimeter auf. Es sind sechs bis neun, weit  auseinanderstehende Rippen vorhanden, die deutlich in große, stumpfe Höcker gegliedert sind. Der einzelne, schwärzliche Mitteldorn ist steif und abstehend. Er ist bis zu 4 Zentimeter lang. Die zwei bis fünf gräulichen Randdornen erreichen eine Länge von bis zu 1,7 Zentimeter.
Die Blüten erscheinen in der Nähe der Triebspitzen. Sie öffnen sich in der Nacht und bleiben bis in den nächsten Tag hinein geöffnet. Die Blüten sind außen bräunlich und innen weiß. Sie sind 6,5 bis 8 Zentimeter lang. Die ellipsoiden Früchte sind gehöckert, bis zu 5 Zentimeter lang und erreichen Durchmesser von 3 Zentimeter. Die anfangs grünen Früchte werden später rot und enthalten ein farbloses Fruchtfleisch.

## Verbreitung, Systematik und Gefährdung
Stenocereus beneckei ist in den mexikanischen Bundesstaaten Guerrero, Morelos, Puebla und México in laubwerfenden Wäldern in Höhenlagen von 1200 bis 1400 Metern verbreitet.
Die Erstbeschreibung als Cereus beneckei erfolgte 1844 durch Carl August Ehrenberg. Franz Buxbaum stellte die Art 1961 in die Gattung Stenocereus. Weitere nomenklatorische Synonyme sind Piptanthocereus beneckei (Ehrenb.) Riccob. (1909), Lemaireocereus beneckei (Ehrenb.) Britton & Rose (1923), Hertrichocereus beneckei (Ehrenb.) Backeb. (1951) und Rathbunia beneckei (Ehrenb.) P.V.Heath (1992).
In der Roten Liste gefährdeter Arten der IUCN wird die Art als „Near Threatened (NT)“, d. h. als gering gefährdet geführt.

## Nachweise